# Senaat (Kenia)
De Senaat (Engels: Senate) is het hogerhuis van het parlement van Kenia en telt 67 leden. Van hen worden er 47 rechtstreeks gekozen (voor iedere county een senator). Het land kent een vrouwenquotum en daarom zijn er 16 zetels gereserveerd voor vrouwen. De vrouwelijke kandidaten worden genomineerd door de politieke partijen. De overige vier zetels zijn gereserveerd voor jongeren en mensen met een lichamelijke beperking (elk twee zetels). Ook zij worden genomineerd door de politieke partijen. Verkiezingen vinden om de vijf jaar plaats.
Bij een constitutioneel referendum in 2010 werd besloten tot de invoering van de Senaat. In 2013, tijdens de algemene verkiezingen, werd er voor het eerst een Senaat gekozen. In 2017 vonden de meest recente verkiezingen plaats die werden gewonnen door de Jubilee Alliance van president Uhuru Kenyatta. Dit kartel levert ook de voorzitter van de Senaat, Kenneth Lusaka.
Van 1963 tot 1966 kende Kenia ook al een Senaat. Samen met het Huis van Afgevaardigden (House of Representatives) vormde de Senaat (Senate) het Parlement van Kenia (Parliament of Kenya). In 1966 werden de beide Kamers van het parlement samengevoegd tot de Nationale Vergadering (National Assembly), het tegenwoordige lagerhuis.

## Zetelverdeling

Zetelverdeling na de verkiezingen van 2017

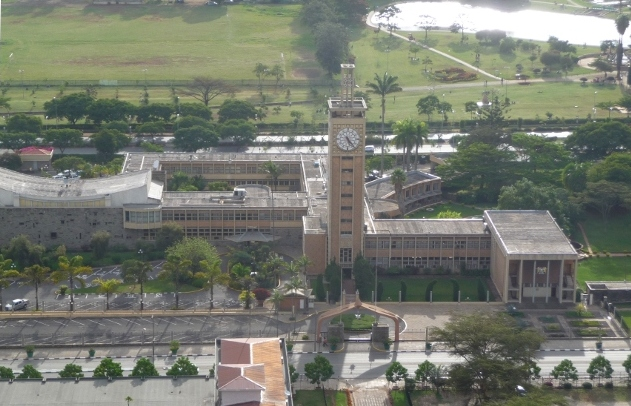
Het parlementsgebouw in Nairobi